# Skruv
Skruv ist ein Ort (tätort) in der schwedischen Provinz Kronobergs län und der historischen Provinz Småland. Der Ort liegt in der Gemeinde Lessebo und inmitten des sogenannten „Glasreiches“. Es ist der kleinste der vier Tätorter in der Gemeinde.